# Verdensmålene for bæredygtig udvikling
|  | Sammenskrivningsforslag Artiklen Verdensmålene for bæredygtig udvikling er foreslået føjet ind i Bæredygtige udviklingsmål. (Siden november 2016) Diskutér forslaget Kort begrundelse: Det er to navne for de samme 17 mål. |

Udenrigsministeriets betegnelse for FN's '17 Sustainable Development Goals'.
UNDP's nordiske kontor i Danmark benytter også betegnelsen Bæredygtige udviklingsmål.